# Соена
Соена (ест. Soena), також Соеніна (ест. Soenina) — село в Естонії, входить до складу волості Орава, повіту Пилвамаа.